# Обработка потоков событий
Обработка потоков событий (англ. Event Stream Processing, ESP) — набор технологий, предназначенных для построения информационных систем обработки событий. ESP технология включает в себя визуализацию событий, их хранение, управляемое по событиям связующее программное обеспечение и языки программирования обработки событий. Основной задачей для ESP является обработка потоков событий (данных) с целью обнаружения в них значимых шаблонов, используя такие методы как поиск взаимосвязей между событиями, корреляция событий, иерархии событий, и другие аспекты, такие, как причинность, анализ составных событий и временных рядов.
Технология ESP применяется в различных приложениях, например для своевременного выявления мошенничества в сфере финансовых услуг; для оперативного анализа активностей на биржевых торговых площадках; для оценки производительности оборудования по разнородной информации поступающей с датчиков и сенсоров, например в нефтегазовой промышленности; в телекоммуникации для оперативного анализа оттока клиентов и проведения маркетинговых кампаний и др.

## Примеры
В качестве иллюстрации, следующие фрагменты кода демонстрируют обнаружение шаблонов внутри потока событий. Первый пример — обработка потока событий с использованием непрерывного SQL запроса (запрос, который непрерывно обрабатывает поступающие данные, основываясь на временных метках). В данном фрагменте кода, операция JOIN соединяет два потока данных, один содержит фондовые заказы (Orders), другой — результаты сделок с ценными бумагами (Trades). На выходе запроса — поток заказов, сопоставленных со сделками, произошедшими в течение 1 секунды после выставления заказа. Выходной поток отсортирован по временным меткам таблицы Orders (заказы).
```
SELECT
 
DataStream

   
Orders
.
TimeStamp
,
 
Orders
.
orderId
,
 
Orders
.
ticker
,

   
Orders
.
amount
,
 
Trade
.
amount

FROM
 
Orders

JOIN
 
Trades
 
OVER
 
(
RANGE
 
INTERVAL
 
'1'
 
SECOND
 
FOLLOWING
)

ON
 
Orders
.
orderId
 
=
 
Trades
.
orderId
;

```

Другой пример, фрагмент кода который обнаруживает составное событие «свадьба» среди потока внешних событий, как результат событий, «колокольный звон», появление мужчины в смокинге и невесты в белом платье, и брошенного в воздух риса, произошедших в течение 2 часов.
```
WHEN
 
Person
.
Gender
 
EQUALS
 
"man"
 
AND
 
Person
.
Clothes
 
EQUALS
 
"tuxedo"

FOLLOWED
-
BY

  
Person
.
Clothes
 
EQUALS
 
"gown"
 
AND

  
(
Church_Bell
 
OR
 
Rice_Flying
)

WITHIN
 
2
 
hours

ACTION
 
Wedding

```